# Улица Жигарева (Тверь)
Улица Жи́гарева — улица в Центральном районе города Твери, проходит от Тверского проспекта до Смоленского переулка.

## Расположение
Улица Жигарева начинается от Тверского проспекта и продолжается в юго-восточном направлении параллельно улице Желябова. Пересекает улицы Трёхсвятскую и Андрея Дементьева, проходит через площадь Славы и упирается в Смоленский переулок. От улицы Жигарева отходит Студенческий переулок.
Общая протяжённость улицы Жигарева составляет 1,1 км.

## История
Улица Жигарева была проведена в соответствии с планом застройки 1760-х годов в составе предместья и Мещанской слободы. Состояла из двух улиц. Первая улица проходила от Сретенского переулка до улицы Андрея Дементьева и называлась Прогонная, или Скотопрогонная, так как по ней прогоняли скот на пастбище и обратно. Вторая шла от улицы Андрея Дементьева и называлась Куклиновка, происхождение названия неизвестно.
Обе улицы, Прогонная и Куклиновка, были застроены одно- и двухэтажными домами, главным образом деревянными. Южная сторона Куклиновки восточнее улицы Салтыкова-Щедрина с 1845 года была застроена корпусами госпиталя.
В 1906 году согласно решению городской думы Прогонную улицу переименовали в Ландэзенскую в честь Эдуарда Ландэзена. Однако население не приняло этого переименования и продолжало называть улицу Прогонной, и в результате название Прогонная вновь стало употребляться официально. В 1919 году Прогонная улица была переименована советской властью в Коммунальную. С 1930 года для Куклиновки стало употребляться новое название — улица Кавалерийская.
В 1938 году Куклиновка была присоединена к Коммунальной улице. В 1940 году на южной её стороне были построены два четырёхэтажных кирпичных жилых дома.
В 1965 году улица получила современное название в честь Павла Жигарева. В 2000-х годах был снесён дом № 19, имевший статус памятника архитектуры.

## Здания и сооружения
Здания и сооружения улицы, являющиеся объектами культурного наследия:
- Дома 21, 25, 26, 29 — памятники архитектуры с названием «Дом жилой»;
- Дом 48 — Здание Военной командной академии ПВО — выявленный памятник истории.